# WerkStadt Sendling

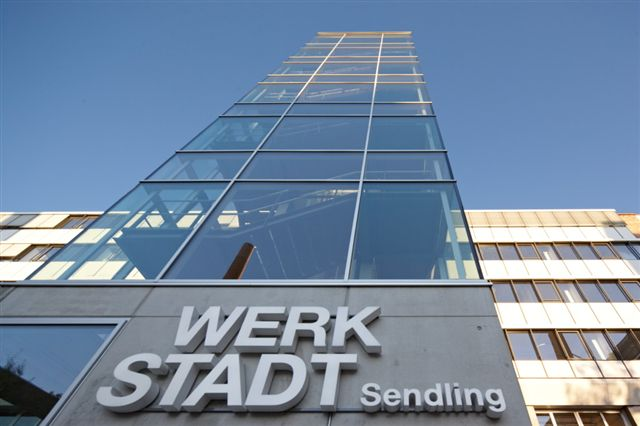
WerkStadt Sendling

Die WerkStadt Sendling ist ein kombiniertes Gewerbe- und Wohngebiet im Münchner Stadtteil Sendling an der S-Bahn-Haltestelle Mittersendling. Das Gelände besteht seit dem Abriss und Umbau der ehemaligen Tabak-Fabrikanlagen 2011 aus rund 30.000 m² Büro- und Gewerbeflächen im Westteil und rund 160 Wohnungen im Ostteil.

## Geschichte und Entwicklung

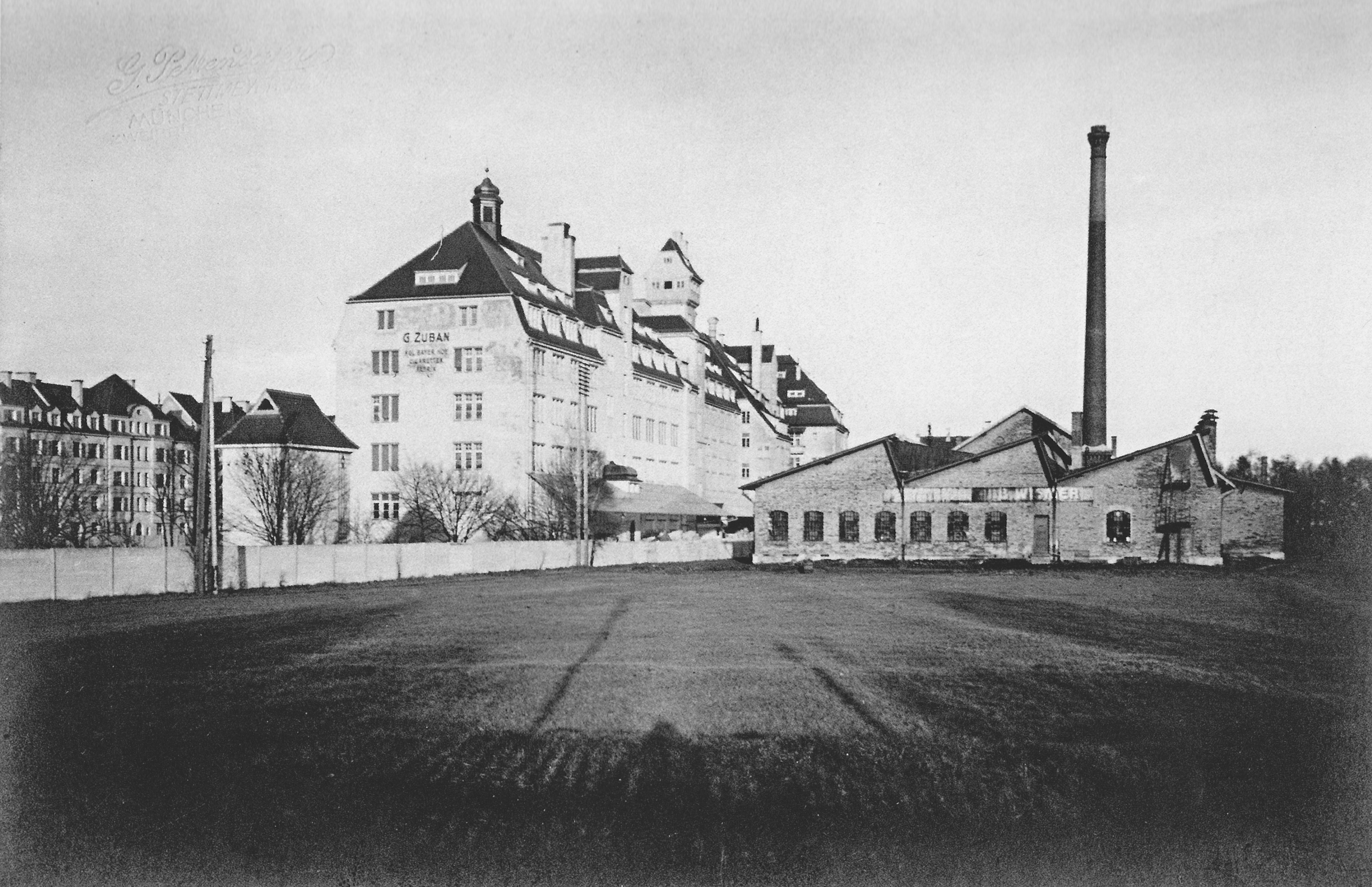
Zigarettenfabriken Zuban (Bildmitte) und Wismer (rechts) ca. 1912 auf dem Gelände der heutigen WerkStadt Sendling; am linken Bildrand die bis heute erhaltenen Wohnblöcke an der Zechstraße.

Das Gewerbegebiet entstand Ende des 19. Jahrhunderts als bei G. Zuban München, Königlich Bayerische Hof-Cigaretten-Fabrik mit der Hand Zigaretten und Zigarren produziert wurden. Die Firma Zuban und ihre Manufaktur wurde zunächst vom Haus Neuerburg, dann vom Wettbewerber Reemtsma Cigarettenfabriken aufgekauft. Seit 1975 gehörte das Gelände dem amerikanischen Tabakkonzern Philip Morris. Bis 2008 wurden auf dem ehemaligen, rund 60.000 m² großen, Produktionsgelände täglich rund 20 Mio. Zigaretten produziert. 2009 wurde das Gelände an die Investa Immobiliengruppe verkauft. 

### WerkStadt Sendling

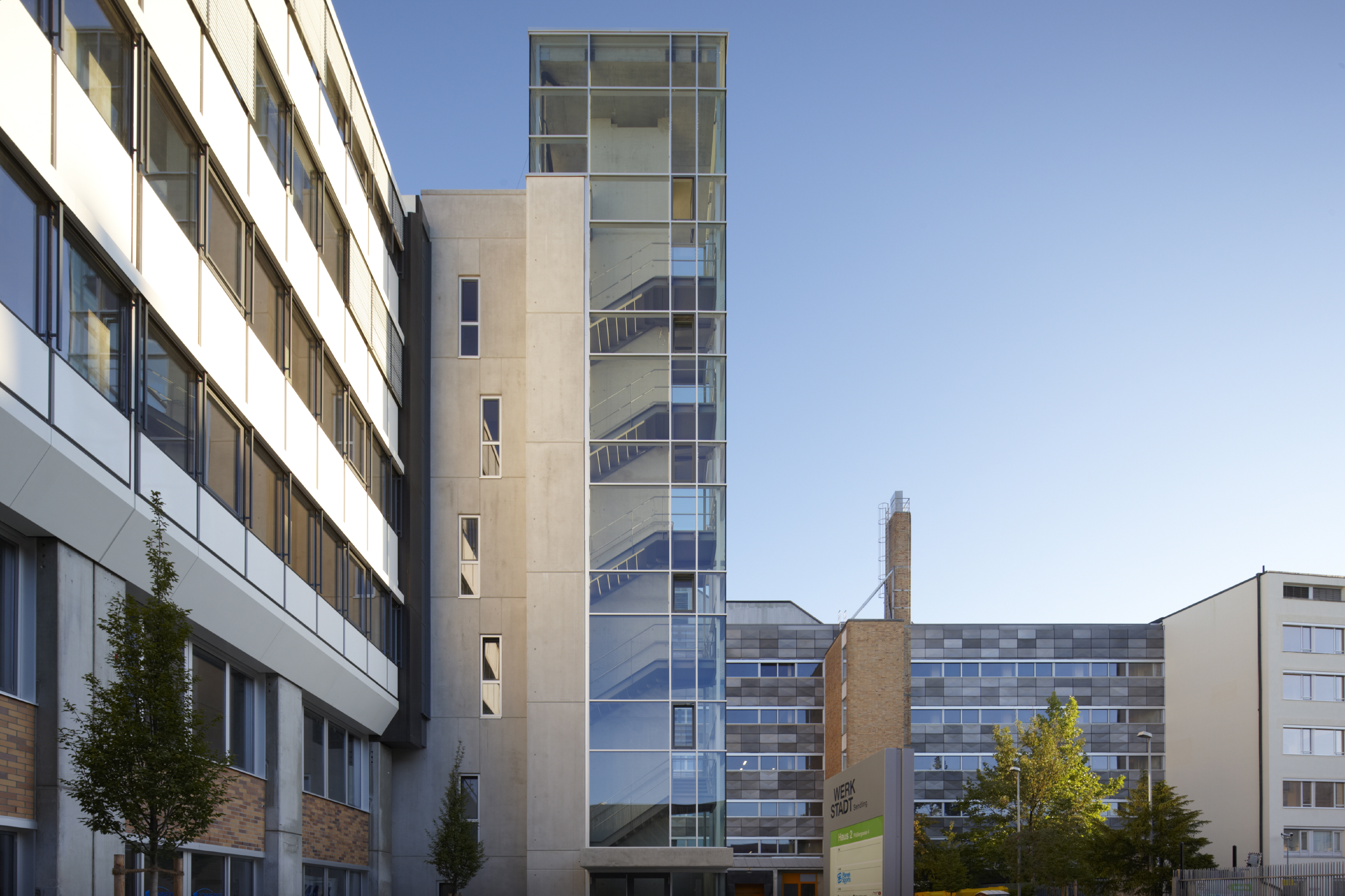
Blick in den Innenhof der WerkStadt Sendling

2011 begann im westlichen Teil des Geländes der Umbau der ehemaligen Fabrikanlagen zu Büro- und Gewerbeflächen für verschiedene Branchen und Berufsgruppen.
Anlässlich des fünfjährigen Bestehens des Immobilienprojekts wurde im Mai 2014 das Hamburger Urban-Art-Duo „Low Bros“ mit der Gestaltung eines 260 m² großen Graffiti auf dem Areal beauftragt.

### WohnWerk I und II
Die bis Ende 2011 noch von Philip Morris genutzten Gebäude an der Zechstraße wurden abgerissen. Dort wurde der erste Neubau der WerkStadt – das WohnWerk Mittersendling – mit rund 60 Wohnungen errichtet. Ein Jahr später wurden unmittelbar benachbart mit dem WohnWerk II rund 100 weitere Wohnungen geschaffen.

### Weitere Gebäude
Im Herbst 2017 wurde in einem weiteren Neubau an der Flößergasse ein Boardinghouse mit integrierter Kindertagesstätte eröffnet. Im Januar 2018 wurde als letzter Neubau auf dem Gelände die neue Landesgeschäftsstelle der Bayerischen Landeszahnärztekammer eingeweiht.